# Chadbourn
Chadbourn és una població dels Estats Units a l'estat de Carolina del Nord. Segons el cens del 2000 tenia 2.129 habitants.

## Demografia
Segons el cens del 2000, Chadbourn tenia 2.129 habitants, 877 habitatges i 548 famílies. La densitat de població era de 311,4 habitants per km².
Dels 877 habitatges en un 27,6% hi vivien nens de menys de 18 anys, en un 35,3% hi vivien parelles casades, en un 24,4% dones solteres, i en un 37,5% no eren unitats familiars. En el 33,6% dels habitatges hi vivien persones soles el 14,3% de les quals corresponia a persones de 65 anys o més que vivien soles. El nombre mitjà de persones vivint en cada habitatge era de 2,42 i el nombre mitjà de persones que vivien en cada família era de 3,12.
Per edats la població es repartia de la següent manera: un 28,4% tenia menys de 18 anys, un 9% entre 18 i 24, un 24,7% entre 25 i 44, un 22,5% de 45 a 60 i un 15,4% 65 anys o més.
L'edat mitjana era de 36 anys. Per cada 100 dones de 18 o més anys hi havia 72,5 homes.
La renda mitjana per habitatge era de 24.539 $ i la renda mitjana per família de 30.574 $. Els homes tenien una renda mitjana de 23.804 $ mentre que les dones 20.270 $. La renda per capita de la població era de 12.290 $. Entorn del 24,3% de les famílies i el 31,4% de la població estaven per davall del llindar de pobresa.

## Poblacions més properes
El següent diagrama mostra les poblacions més properes.